# Psiadia schweinfurthii
Psiadia schweinfurthii — вид квіткових рослин родини айстрових. Була ендемічною для Ємену, але зараз вважається вимерлою.